# Cases de carrer al passeig del Callao (Mataró)
Les Cases de carrer al passeig del Callao són una obra de Mataró (Maresme) protegida com a bé cultural d'interès local.

## Descripció
Conjunt homogeni format per senzilles cases entre mitgeres de planta baixa i pis. La façana del conjunt es caracteritza per la repetició seriada dels elements tipològics: cornises, portals i finestres reixades. Amb el temps han aparegut també alguns balcons.

## Història
Es tracta del projecte de construcció d'onze cases entre mitgeres del 1880 edificades per la Constructora Mataronesa quan n'era gerent Josep Vallverdú.